# Tóth Krisztina (kommunikációs szakember)
Tóth Krisztina (Siófok, 1974 –) kommunikációs szakember, volt televíziós műsorvezető. A BeUP! PR Consulting Kft. tulajdonos-ügyvezetője.

## Tanulmányai
Első diplomáját a Budapesti Tanítóképző Főiskolán szerezte, ahol tanítóként végzett 1998-ban. 2001– 2006 között a Pécsi Tudományegyetem Általános Jogi Karán tanult, ahol jogászként diplomázott.

## Munkái
Rádiós riporterként és hírszerkesztőként kezdte pályafutását 1991-ben Magyarország első kereskedelmi rádiójában, a Juventus Rádióban, majd a jogi tanulmányai alatt több kereskedelmi rádióban (Juventus Rádió, Star FM, Rádió Deejay) is dolgozott hírterületen. 1996-tól 1999-ig a Westel Press hírszerkesztőségi vezetője, majd az amerikai tulajdonú Radió News hírszerkesztője, később hírigazgatója volt. Az első diplomájának megszerzése után hírigazgató lett a Star FM-en, illetve jogutódjánál, a Radio Deejay rádióban. 1999-től 2000-ig az M1 Főtér című műsorát vezette.
2006-tól a Magyar Televízióban volt bemondó, műsorai: Regionális Híradó, Kárpáti Krónika, Híradó, majd a Duna Televízióban Híradó, Közbeszéd Tóth Krisztával, Reggel. 2008-tól 2015-ig az MTVA kiemelt szerkesztő-műsorvezetője volt.
Lánya születése után az M1 megújuló reggeli műsorába tért vissza a képernyőre, az azt követő években pedig a közmédia csatornáinak szinte valamennyi közéleti-politikai műsorát vezette (Közbeszéd, Heti Hírmondó, Ma reggel, A Lényeg, Az Este), illetve két évig a Balatoni nyár című magazinműsor egyik műsorvezetője is volt.
2015-2016-ig az Eötvös Loránd Tudományegyetem (ELTE) kommunikációs igazgatója, szóvivője, majd a rektor kommunikációs tanácsadója volt.
2017 novemberében visszatért a televíziózáshoz, és az Echo Televízióhoz szerződött a Plusz-Mínusz, a Civil Kör és a Napi Aktuális műsorához, ahol 2019 áprilisáig dolgozott. A 2020 januárjától a Mészáros-csoport kommunikációs igazgatója lett. 2023-tól a Mészáros-csoport CSR-igazgatójaként dolgozott, illetve a vállalatcsoport legnagyobb jótékonysági szervezetének, a Pro Filii Alapítványnak főtitkára, majd 2024-től kuratóriumi alelnöke lett. 2024-től a Mészáros Alapítvány kuratóriumának tagja is volt.
2024. májusában megalapította saját kommunikációs cégét, a BeUP! PR Consulting Kft-t, ezzel egyidejűleg távozott a Mészáros-csoporttól és az alapítványok Kuratóriumából.

## Egyéb
1996-tól a Média-Ház Kulturális Szolgáltató Bt. ügyvezető-tulajdonosa volt, ahol kommunikációs szakemberként tevékenykedett.
2017-ben alapította a TRIACTO FitKidet, illetve a Három Lépés TRIACTO Sportegyesület szakosztályvezetője lett. 2024 tavaszán a Magyar FitKid Szövetség elnökévé választották.

## Díjai
Munkáját 2013-ban Csengery Antal-díjjal ismerték el.